# Campeonato Mundial de Natación en Piscina Corta de 2024
El XVII Campeonato Mundial de Natación en Piscina Corta se celebró en Budapest (Hungría) entre el 10 y el 15 de diciembre de 2024 bajo la organización de la Federación Internacional de Natación (FINA) y la Federación Húngara de Natación.
Las competiciones se realizaron en la Arena Danubio de la capital húngara. 

## Resultados

### Masculino
| Evento                    | Oro                                                                                | Plata                                                                                       | Bronce                                                                                   |
| ------------------------- | ---------------------------------------------------------------------------------- | ------------------------------------------------------------------------------------------- | ---------------------------------------------------------------------------------------- |
| 50 m libre (15.12)        | Jordan Crooks Islas Caimán 20,19                                                   | Guilherme Santos · Brasil · 20,57                                                           | Jack Alexy Estados Unidos 20,61                                                          |
| 100 m libre (12.12)       | Jack Alexy Estados Unidos 45,38                                                    | Guilherme Santos · Brasil · 45,47                                                           | Jordan Crooks Islas Caimán 45,48                                                         |
| 200 m libre (15.12)       | Luke Hobson Estados Unidos 1:38,61 RM                                              | Maximillian Giuliani Australia 1:40,36                                                      | Lucas Henveaux · Bélgica · 1:41,13                                                       |
| 400 m libre (12.12)       | Elijah Winnington Australia 3:35,89                                                | Kieran Smith Estados Unidos Carson Foster Estados Unidos 3:36,31                            | —                                                                                        |
| 800 m libre (14.12)       | Zalán Sárkány · Hungría · 7:30,56                                                  | Florian Wellbrock · Alemania · 7:31,90                                                      | Ahmed Jaouadi Túnez 7:31,93                                                              |
| 1500 m libre (10.12)      | Ahmed Jaouadi Túnez 14:16,40                                                       | Florian Wellbrock · Alemania · 14:17,27                                                     | Kuzey Tunçelli Turquía 14:20,64                                                          |
| 50 m espalda (13.12)      | Miron Lifintsev · NAB · 22,47                                                      | Isaac Cooper Australia 22,49                                                                | Shane Ryan Irlanda 22,56                                                                 |
| 100 m espalda (11.12)     | Miron Lifintsev · NAB · 48,76                                                      | Hubert Kós · Hungría · 48,79                                                                | Kacper Stokowski · Polonia · 49,16                                                       |
| 200 m espalda (15.12)     | Hubert Kós · Hungría · 1:45,65                                                     | Lorenzo Mora · Italia · 1:48,96                                                             | Mewen Tomac Francia 1:49,93                                                              |
| 50 m braza (15.12)        | Qin Haiyang China 25,42                                                            | Kiril Prigoda · NAB · Emre Sakçı · Turquía · 25,56                                          | —                                                                                        |
| 100 m braza (12.12)       | Qin Haiyang China 55,47                                                            | Kiril Prigoda · NAB · 55,49                                                                 | Ilia Shymanovich · NAA · 55,60                                                           |
| 200 m braza (13.12)       | Carles Coll · España · 2:01,55                                                     | Kiril Prigoda · NAB · 2:01,88                                                               | Yamato Fukasawa Japón 2:02,01                                                            |
| 50 m mariposa (11.12)     | Noè Ponti · Suiza · 21,32 RM                                                       | Ilya Kharun · Canadá · 21,67                                                                | Nyls Korstanje · Países Bajos · 21,68                                                    |
| 100 m mariposa (14.12)    | Noè Ponti · Suiza · 47,71 RM                                                       | Maxime Grousset Francia 48,57                                                               | Matthew Temple Australia 48,71                                                           |
| 200 m mariposa (12.12)    | Ilya Kharun · Canadá · 1:48,24                                                     | Alberto Razzetti · Italia · 1:48,64                                                         | Krzysztof Chmielewski · Polonia · 1:49,26                                                |
| 100 m estilos (13.12)     | Noè Ponti · Suiza · 50,33                                                          | Bernhard Reitshammer · Austria · 51,11                                                      | Caio Pumputis · Brasil · 51,35                                                           |
| 200 m estilos (10.12)     | Shaine Casas Estados Unidos 1:49,51                                                | Alberto Razzetti · Italia · 1:50,88                                                         | Finlay Knox · Canadá · 1:50,90                                                           |
| 400 m estilos (14.12)     | Ilia Borodin · NAB · 3:56,83                                                       | Carson Foster Estados Unidos 3:57,45                                                        | Alberto Razzetti · Italia · 3:58,83                                                      |
| 4 × 100 m libre (10.12)   | Estados Unidos Jack Alexy Luke Hobson Kieran Smith Chris Guiliano 3:01,66 RM       | Italia · Alessandro Miressi · Leonardo Deplano · Lorenzo Zazzeri · Manuel Frigo · 3:03,65   | Polonia · Kamil Sieradzki · Jakub Majerski · Ksawery Masiuk · Kacper Stokowski · 3:04,46 |
| 4 × 200 m libre (13.12)   | Estados Unidos Luke Hobson Carson Foster Shaine Casas Kieran Smith 6:40,51 RM      | Australia Maximillian Giuliani Edward Sommerville Harrison Turner Elijah Winnington 6:45,54 | Italia · Filippo Megli · Manuel Frigo · Carlos D'Ambrosio · Alberto Razzetti · 6:47,51   |
| 4 × 100 m estilos (15.12) | NAB · Miron Lifintsev · Kiril Prigoda · Andrei Minakov · Yegor Kornev · 3:18,68 RM | Estados Unidos Shaine Casas Michael Andrew Dare Rose Jack Alexy 3:19,03                     | Italia · Lorenzo Mora · Ludovico Viberti · Michele Busa · Alessandro Miressi · 3:19,91   |

### Femenino
| Evento                    | Oro                                                                                    | Plata                                                                          | Bronce                                                                                 |
| ------------------------- | -------------------------------------------------------------------------------------- | ------------------------------------------------------------------------------ | -------------------------------------------------------------------------------------- |
| 50 m libre (15.12)        | Gretchen Walsh Estados Unidos 22,83 RM                                                 | Kate Douglass Estados Unidos 23,05                                             | Katarzyna Wasick · Polonia · 23,37                                                     |
| 100 m libre (12.12)       | Gretchen Walsh Estados Unidos 50,31                                                    | Béryl Gastaldello Francia 50,63                                                | Kate Douglass Estados Unidos 50,73                                                     |
| 200 m libre (15.12)       | Siobhan Haughey Hong Kong 1:50,62                                                      | Mary-Sophie Harvey · Canadá · 1:51,49                                          | Claire Weinstein Estados Unidos 1:51,62                                                |
| 400 m libre (10.12)       | Summer McIntosh · Canadá · 3:50,25 RM                                                  | Lani Pallister Australia 3:53,73                                               | Mary-Sophie Harvey · Canadá · 3:54,88                                                  |
| 800 m libre (11.12)       | Lani Pallister Australia 8:01,95                                                       | Isabel Marie Gose · Alemania · 8:05,42                                         | Katie Grimes Estados Unidos 8:05,9                                                     |
| 1500 m libre (13.12)      | Isabel Marie Gose · Alemania · 15:24,68                                                | Simona Quadarella · Italia · 15:30,14                                          | Jillian Cox Estados Unidos 15:41,29                                                    |
| 50 m espalda (13.12)      | Regan Smith Estados Unidos 25,23 RM                                                    | Katharine Berkoff Estados Unidos 25,61                                         | Kylie Masse · Canadá · 25,78                                                           |
| 100 m espalda (11.12)     | Regan Smith Estados Unidos 54,55                                                       | Katharine Berkoff Estados Unidos 54,93                                         | Ingrid Wilm · Canadá · 55,75                                                           |
| 200 m espalda (15.12)     | Regan Smith Estados Unidos 1:58,04 RM                                                  | Summer McIntosh · Canadá · 1:59,96                                             | Nastassia Shkurdai · NAA · 2:00,56                                                     |
| 50 m braza (15.12)        | Rūta Meilutytė · Lituania · 28,54                                                      | Tang Qianting China 28,86                                                      | Lilly King Estados Unidos 28,91                                                        |
| 100 m braza (12.12)       | Tang Qianting China 1:02,38                                                            | Lilly King Estados Unidos 1:02,80                                              | Eneli Jefimova Estonia 1:03,25                                                         |
| 200 m braza (13.12)       | Kate Douglass Estados Unidos 2:12,50 RM                                                | Yevgueniya Chikunova · NAB · 2:15,14                                           | Alexandra Walsh Estados Unidos 2:16,83                                                 |
| 50 m mariposa (11.12)     | Gretchen Walsh Estados Unidos 24,01                                                    | Béryl Gastaldello Francia 24,43                                                | Alexandria Perkins Australia 24,68                                                     |
| 100 m mariposa (14.12)    | Gretchen Walsh Estados Unidos 52,71 RM                                                 | Tessa Giele · Países Bajos · 54,66                                             | Alexandria Perkins Australia 55,10                                                     |
| 200 m mariposa (12.12)    | Summer McIntosh · Canadá · 1:59,32 RM                                                  | Regan Smith Estados Unidos 2:01,00                                             | Elizabeth Dekkers Australia 2:02,91                                                    |
| 100 m estilos (13.12)     | Gretchen Walsh Estados Unidos 55,11 RM                                                 | Kate Douglass Estados Unidos 56,49                                             | Béryl Gastaldello Francia 56,67                                                        |
| 200 m estilos (10.12)     | Kate Douglass Estados Unidos 2:01,63 RM                                                | Alexandra Walsh Estados Unidos 2:02,65                                         | Abbie Wood Reino Unido 2:02,75                                                         |
| 400 m estilos (14.12)     | Summer McIntosh · Canadá · 4:15,48 RM                                                  | Katie Grimes Estados Unidos 4:20,14                                            | Abbie Wood Reino Unido 4:24,34                                                         |
| 4 × 100 m libre (10.12)   | Estados Unidos Kate Douglass Katharine Berkoff Alex Shackell Gretchen Walsh 3:25,01 RM | Australia Meg Harris Milla Jansen Alexandria Perkins Lani Pallister 3:28,25    | Canadá · Mary-Sophie Harvey · Summer McIntosh · Ingrid Wilm · Penny Oleksiak · 3:28,44 |
| 4 × 200 m libre (12.12)   | Estados Unidos Alexandra Walsh Paige Madden Katie Grimes Claire Weinstein 7:30,13 RM   | Hungría · Nikolett Pádár · Panna Ugrai · Dóra Molnár · Lilla Ábrahám · 7:33,39 | Australia Leah Neale Elizabeth Dekkers Milla Jansen Lani Pallister 7:33,60             |
| 4 × 100 m estilos (15.12) | Estados Unidos Regan Smith Lilly King Gretchen Walsh Kate Douglass 3:40,41 RM          | Reino Unido Abbie Wood Angharad Evans Eva Okaro Freya Anderson 3:47,84         | China Qian Xinan Tang Qianting Chen Luying Liu Shuhan 3:47,93                          |

### Mixto
| Evento                    | Oro                                                                                       | Plata                                                                          | Bronce                                                                                          |
| ------------------------- | ----------------------------------------------------------------------------------------- | ------------------------------------------------------------------------------ | ----------------------------------------------------------------------------------------------- |
| 4 × 50 m libre (13.12)    | Italia · Leonardo Deplano · Alessandro Miressi · Silvia Di Pietro · Sara Curtis · 1:28,50 | Canadá · Ilya Kharun · Yuri Kisil · Ingrid Wilm · Mary-Sophie Harvey · 1:28,60 | Polonia · Piotr Ludwiczak · Kamil Sieradzki · Kornelia Fiedkiewicz · Katarzyna Wasick · 1:28,80 |
| 4 × 50 m estilos (11.12)  | NAB · Miron Lifintsev · Kiril Prigoda · Arina Surkova · Daria Trofimova · 1:35,36         | Canadá · Kylie Masse · Finlay Knox · Ilya Kharun · Ingrid Wilm · 1:35,94       | Estados Unidos Shaine Casas Michael Andrew Regan Smith Katharine Berkoff 1:36,20                |
| 4 × 100 m estilos (14.12) | NAB · Miron Lifintsev · Kiril Prigoda · Arina Surkova · Daria Klepikova · 3:30,47         | Estados Unidos Regan Smith Lilly King Dare Rose Jack Alexy 3:30,58             | Canadá · Ingrid Wilm · Finlay Knox · Ilya Kharun · Mary-Sophie Harvey · 3:31,97                 |

## Medallero
| Núm. | País           | Oro | Plata | Bronce | Total |
| ---- | -------------- | --- | ----- | ------ | ----- |
| 1    | Estados Unidos | 18  | 13    | 8      | 39    |
| 2    | NAB            | 6   | 4     | 0      | 10    |
| 3    | Canadá         | 4   | 5     | 6      | 15    |
| 4    | China          | 3   | 1     | 1      | 5     |
| 5    | Suiza          | 3   | 0     | 0      | 3     |
| 6    | Australia      | 2   | 5     | 5      | 12    |
| 7    | Hungría        | 2   | 2     | 0      | 4     |
| 8    | Italia         | 1   | 5     | 3      | 9     |
| 9    | Alemania       | 1   | 3     | 0      | 4     |
| 10   | Islas Caimán   | 1   | 0     | 1      | 2     |
| 10   | Túnez          | 1   | 0     | 1      | 2     |
| 12   | España         | 1   | 0     | 0      | 1     |
| 12   | Hong Kong      | 1   | 0     | 0      | 1     |
| 12   | Lituania       | 1   | 0     | 0      | 1     |
| 15   | Francia        | 0   | 3     | 2      | 5     |
| 16   | Brasil         | 0   | 2     | 1      | 3     |
| 17   | Reino Unido    | 0   | 1     | 2      | 3     |
| 18   | Países Bajos   | 0   | 1     | 1      | 2     |
| 18   | Turquía        | 0   | 1     | 1      | 2     |
| 20   | Austria        | 0   | 1     | 0      | 1     |
| 21   | Polonia        | 0   | 0     | 5      | 5     |
| 22   | NAA            | 0   | 0     | 2      | 2     |
| 23   | Bélgica        | 0   | 0     | 1      | 1     |
| 23   | Estonia        | 0   | 0     | 1      | 1     |
| 23   | Irlanda        | 0   | 0     | 1      | 1     |
| 23   | Japón          | 0   | 0     | 1      | 1     |
|      | TOTAL          | 45  | 47    | 43     | 135   |

1. 1 2 3 4 5 6 7 8 9 10 11  El equipo de Rusia participa bajo la denominación «Neutral Athletes B» y las siglas NAB.
2. 1 2 3  El equipo de Bielorrusia participa bajo la denominación «Neutral Athletes A» y las siglas NAA.